# Islamism
Islamismul poate fi folosit în sinonimie cu islamul politic și înțeles ca un curent politic și o reacție de opoziție la alte "-isme" care au marcat istoria lumii arabe și a spațiului musulman în general: naționalism, marxism, socialism.
Islamismul nu reprezintă o mișcare naționalistă și, cu atât mai puțin, încercarea de a institui un nou tip de stat secular. El respinge statul modern și justiția lui seculară în numele unei „frății” care atinge, în taină, toate sufletele musulmane, unindu-le împotriva necredincioșilor. Și, întrucât scopul său este mai degrabă religios decât politic, obiectivul nu poate fi realizat. Frăția Musulmană n-a reușit nici măcar să schimbe ordinea politică a Egiptului, fără a mai vorbi de instituirea sa ca model de guvernare coranică de-a lungul și de-a latul lumii islamice. Acolo unde islamiștii reușesc să cucerească puterea — ca în Iran, Sudan și Afganistan — rezultatul nu este domnia păcii și evlaviei făgăduită de Profet, ci crimă și persecuție la o scară egalată în timpurile noastre doar de naziști și comuniști.

Roger Scruton consideră că:
„Islamismul nu este strigăt de durere al refugiațiilor acestui pământ. Este o chemare implacabilă la război, lansată de musulmanii clasei de mijloc care cutreieră lumea, mulți dintre ei extrem de avuți, iar cei mai mulți suficient de versați în civilizația apuseană și beneficiile ei pentru a exploata din plin lumea modernă. Acești musulmani sunt produse ale procesului de globalizare, iar civilizația apuseană le-a amplificat într-o asemenea măsură mesajul încât acesta călătorește cu ei în jurul lumii.”
Islamul politic este atât o teologie, cît și o ideologie, un sistem juridic și un sistem normativ și axiologic care guvernează existența politică și socială a musulmanilor.
Revivalismul, fundamentalismul sau radicalismul sunt răspunsuri ″islamiste″ la dezvoltările politice care au caracterizat, deopotrivă, premodernitatea, modernitatea și postmodernitatea lumii arabe, care au marcat interacțiunea cu Occidentu și căutarea propriei identități în raport cu aceasta.
În opinia lui Olivier Roy, islamul radical care este manifestat pe continentul european „se datorează mai mult globalizării și deculturației, decât naturii sale despotice, adică legăturilor sale cu țările și culturile de origine”.
Misiunea islamului politic este modernizarea din ″interior″ a societății arabe.
Islamul extremist nu mai are drept fundament ″jihadul″, ci lupta împotriva guvernelor țărilor musulmane care au ales modelul laic pentru formarea statului.

### Fundamentalismul
Termenul de ″fundamentalism″ a apărut în anul 1920 în Statele Unite ale Americii și folosit pentru prima dată de către reverendul Curtis Lee Laws și folosit, inițial, ca o profesiune de credință (a fi fidel fundamentelor religiei) de către baptiști, pornind de la un curent foarte răspândit în acea perioadă, de reîntoarcere la preceptele Bibliei.
Fundamentalismul islamic, conceput, în general, ca islam politic este doar o componentă a renașterii mult mai extinse a ideilor, practicilor și retoricii islamice și a reîntoarcerii la islam a populațiilor musulmane.
Fundamentalismul islamist respinge statul-națiune în favoarea unității islamului.
Fundamentalismul clasic susține că atâta vreme cât conducătorii politici pot apăra teritoriile islamului (dar-al islam) și nu interferează cu practica religiei de către musulmani, revolta împotriva lor este interzisă, deoarece poate duce la fitna, care reprezintă o amenințare mai mare decât tirania.
Fundamentalismul religios este caracterizat de lupta pentru educarea prin religie, pentru respectarea tradițiilor religioase în viața de toate zilele, extremismul este caracterizat de răspândirea prin forță, inclusiv de alte țări, a modelului islamic de conduită în societate și familie.
Daniel Pipes menționează: ″fundamentaliștii cei mai extremiști resping modernitatea și occidentalizarea. Ei aruncă televizoarele în râuri, interzic ceasurile de mână și resping motoarele cu ardere internă″.
Fundamentaliștii islamici se raportează la trecut și la sursele literale ale religiei, punând accentul pe aplicarea rigidă a perceptelor Coranului, deci a legislației islamice.
Fundamentalismul s-a opus tiraniei, dar nu a putut pune bazele unei democrații. În acest sens, Hilal Khashan afirmă: „Toate (...) condițiile prealabile necesare democrației lipsesc în lumea arabă. Democrația în termeni occidentali nu e decât un vis frumos”. Fundamentalismul poate încerca să pună bazele unei democrații care să promoveze tradițiile islamice, chiar dacă va fi diferită de democrația occidentală.

### Radicalismul (jihadismul)
Termenul jihad este derivat de la rădăcina jhd care inseamna ″efort″, ″străduință″, și, în primul rând, ″efort, luptă împotriva propriului suflet″.
Radicalismul sau jihadismul a fost împărțit în trei mari categorii:
1. jihadismul naționalist postcolonial — Frații Musulmani, Hamas, Hezbollah;
2. jihadismul ″balanței de putere″ — revoluția iraniană în opoziție cu militantismul financiar al Arabiei Saudite;
3. jihadismul global care a început prin rezistența mujahedinilor din Afganistan față de ocupația sovietică și culminând cu apariția al-Qaeda.

Farag afirmă că jihadul poate fi un război armat care luptă împotriva unei agresiuni, dar și  o comandă de a lupta împotriva oricărui necredincios pentru a răspândi mesajul Profetului și pacea islamică în lume.
Bernard Lewis subliniază faptul că noul jihad promovat de Bin Laden nu este decât o interpretare greșită a textelor Coranului, fiindcă îndeamnă la uciderea americanilor oriunde în lume, în vreme ce jihadul este un război sfânt condus după regulile și cu limitările dreptului clasic al conflictelor  militare, care interzice masacrele gratuite și uciderea civililor nevinovați.

### Wahabismul
Wahabismul acceptă Coranul și hadith-ul ca fiind principalele texte ale islamului.
Doctrina wahabită pune accentul pe lupta armată ca formă a jihadului, spunând că numai conducătorul politic poate declara jihadul și nu o poate face pentru a obține un interes personal.
Wahabiții afirmă că interpretează în mod direct cuvintele Profetului și, de asemenea, consideră că au rolul de a proteja islamul și de a restaura puritatea acestuia.
Adepții wahabiți consideră că multe dintre practici nu sunt în conformitate cu tradiția islamică, cum ar fi:
- în timpul rugăciunii doar numele lui Allah poate fi invocat, nu și numele unor îngeri sau numele Profetului;
- sfinții morți nu trebuiesc sărbătoriți în fiecare an;
- folosirea talismanelor și credința în puterea lor vindecătoare ș.a.

Resid Hafizovic afirmă:
„Wahabismul este o interpretare ultra-conservatoare, bazată pe Sharia,  a doctrinei ramurii sunite a islamului. Dar musulmanii din Bosnia și Herțegovina care se autointitulează wahabiți militează pentru valori ce nu au de-a face cu islamul. Aceștia constituie mai degrabă o mișcare politică decât o comunitate religioasă.”

### Salafismul
Salafiyya este un curent care promovează interpretarea textelor religioase, reîntoarcerea la tradiția Profetului și a însoțitorilor acestuia. Termenul de salaf înseamnă a preceda, predecesor, iar mișcarea salafistă pornește de la premisa că numai cei care au fost alături de Profet și au învățat direct de la acesta sunt adevărații musulmani, cei care asigură puritatea și adevărul religios.
Salafismul la început a fost o mișcare culturală care, treptat, s-a transformat într-o mișcare politică, iar în final devenind o mișcare teroristă.
Salafismul a căutat adevărul religios  prin interpretarea Coranului și a Sunna conform primilor musulmani. Adepții salafismului nu acceptă cele patru școli de gândire, în opinia lor adevărul există doar în Coran. Misiunea salafiților este de a împiedica inovația, păcatul și idolatria.
Salafismul respinge ideea statului-națiune, susținând existența unei singure Ummah (comunitate a credincioșilor), considerându-se ei înșiși la începuturile mișcării  nu ca revoluționari, ci drept gardieni ai dreptei credințe.
Patrick Sookhdeo împarte curentele salafiste în trei categorii:
- salafismul tradiționalist (taqlidi) orientat spre susținerea islamului fundamentalist, opus activismului islamic contemporan;

- salafismul violent, jihadist sau neosalafismul orientat spre contestarea politicului, îndepărtarea regimurilor dictatoriale la putere în lumea arabă și înlocuirea lor cu sisteme islamice de guvernare, bazate pe aplicarea Sharia;

- salafismul reformist (islahi) care condamnă utilizarea violenței în politică și consideră că este necesară o ″reislamizare″ a societății pornind de jos în sus, printr-o politică graduală de reforme și participarea la jocul politic în condiții democratice.[1]

″Pan-islamismul sunnit″ este definit de Olivier Roy ca un radicalism naționalist, curent neosalafist apărut în Arabia Saudită în anii ′80, ce este, în primul rând islamic, antisectar, orientat spre tawhid. 
Globalizarea a transformat fundamentalismul atât în agent al acesteia, cât și în produs, deoarece „acceptă fără nostalgie eșecul diverselor culturi și se orientează spre oportunitatea de a constitui o identitate religioasă universală, deconectată de o cultură specifică, inclusiv cea occidentală”.